# Manu Hartmann
Manu Hartmann (* 1973 in Liestal, Kanton Basel-Landschaft, Schweiz) ist eine Schweizer Musikerin, Songschreiberin und Sängerin. Für Kombination der Musikstile Jazz und Blues erhielt sie anerkennende Kritiken in Schweizer und Süddeutschen Zeitungen. Ihr Stil enthält Elemente von Funk, Soul, Gospel und Rumba-Blues.

## Karriere
Im Juli 2005, nach Auftritten als Gastsängerin in mehr als 10 Formationen, gründete sie die "Manu Hartmann Band", welche seither mit den Musikern Kelvin Bullen (Trinidad/Tobago), Hani Ali (Ägypten), Gordon Cant (Schottland) und Rene Rothacher (Schweiz). Sie traten  an Festivals in der Schweiz auf.

## Diskographie
- Blues Night Gossau – Live 2005
- Colors of Blues 2006
- FunkyJuice 2007